# 2-й Брянский переулок
Второ́й Бря́нский переу́лок (название получено до 1917 года) — переулок в Западном административном округе города Москвы на территории района Дорогомилово.

## История
Переулок получил своё название до 1917 года по близости к Брянской улице, в свою очередь получившей название в начале XX века по близости к Киевскому вокзалу, который ранее назывался Брянским. На углу с Большой Дорогомиловской улицей стояла церковь Богоявления Господня, что в Дорогомилово (XVIII век; колокольня — 1874 год, архитектор Н. В. Никитин; перестройка приделов — 1898 год, архитектор В. Г. Сретенский).

## Расположение
2-й Брянский переулок проходит на юго-запад от Большой Дорогомиловской улицы до Киевской улицы, с запада к нему примыкает Брянская улица.

## Примечательные здания и сооружения
По нечётной стороне:
По чётной стороне:
- № 2 — жилой дом ЖСК художников (1965—1972, архитектор В. П. Соколов)[6].

## Транспорт

### Наземный транспорт
По 2-му Брянскому переулку не проходят маршруты наземного общественного транспорта. У северо-восточного конца переулка, на Большой Дорогомиловской улице, расположена остановка «2-й Брянский переулок» автобусов 297, 157, 205, 454, 474, 477, 840.

### Метро
- Станции метро «Киевская» Арбатско-Покровской линии, «Киевская» Кольцевой линии, «Киевская» Филёвской линии (соединены переходами) — юго-восточнее переулка, на площади Киевского Вокзала.

### Железнодорожный транспорт
- Киевский вокзал (пассажирский терминал станции Москва-Пассажирская-Киевская Киевского направления Московской железной дороги) — юго-восточнее переулка, на площади Киевского Вокзала.